# MAM-L Smart Micro Munition
MAM-L, Abkürzung vom türkischen Mini Akilli Mühimmat (etwa: Mini Präzisions Munition), ist eine präzisionsgelenkte Fliegerbombe mit Laserleitsystem. Sie wurde von der türkischen Firma Roketsan entwickelt.

## Konstruktion und Funktionsweise
Die MAM-L  basiert auf der größeren L-UMTAS-Rakete. Die L-UMTAS wurde dabei verkleinert, indem man den Raketenmotor entfernte und die MAM-L so zu einer möglichen Waffe für die Ausrüstung von Drohnen machte. Die Waffe wird vom Trägerfahrzeug abgeworfen und benutzt dann ihre Steuerruder, um im freien Fall auf ein vom Trägersystem mit einem Laserstrahl markiertes Ziel zuzusteuern.
Die Trägerdrohne leitet die MAM-L selbst zum Ziel, muss also während der gesamten Fallzeit der Waffe eine Sichtverbindung zu ihm haben. Die Reichweite der MAM-L ist damit auf etwa 8 km und die Fallzeit auf bis zu 80 Sekunden beschränkt. Die Genauigkeit wird vom Hersteller mit bis zu 3 Metern angegeben, die Splitterwirkung gegen Personen soll bis zu 20 Metern betragen.

## Varianten
Eine weiter verkleinerte Version ist die MAM-C, die mit 6,5 kg Gewicht für den Einsatz gegen ungepanzerte Ziele entwickelt wurde.
Zuletzt wurde am 23. April 2021 die MAM-T eine Abwandlung des TEBER vorgestellt.